# GM Standard
Il GM Standard era un allestimento per un autobus a due piani progettato dalla SELNEC PTE e dalla ditta che la sostituì, la Grater Manchester PTE.
Per questa carrozzeria venivano usati telai Leyland Atlatean e Daimler Fleetline. Ne sono stati realizzati non meno di 1815 che furono consegnati dalla SELNEC PTE, Greater Manchester Transport e dalla Lancashire United Transport.